# Dampierre-Saint-Nicolas
Dampierre-Saint-Nicolas ist eine  Gemeinde im französischen
Département Seine-Maritime in der Region Normandie (vor 2016 Haute-Normandie). Sie gehört zum Arrondissement Dieppe und zum Kanton Dieppe-2 (bis 2015 Kanton Envermeu). Die Einwohner werden Dampierrois genannt. 

## Geographie
Dampierre-Saint-Nicolas liegt etwa 18 Kilometer südöstlich von Dieppe am Béthune. Umgeben wird Dampierre-Saint-Nicolas von den Nachbargemeinden Saint-Aubin-le-Cauf im Norden und Westen, Saint-Nicolas-d’Aliermont im Norden und Nordosten, Saint-Jacques-d’Aliermont im Osten, Meulers im Südosten sowie Saint-Germain-d’Étables im Süden und Südwesten.

## Bevölkerungsentwicklung
| Jahr                      | 1962 | 1968 | 1975 | 1982 | 1990 | 1999 | 2006 | 2013 |
| Einwohner                 | 333  | 396  | 509  | 510  | 515  | 483  | 510  | 522  |
| Quelle: Cassini und INSEE |      |      |      |      |      |      |      |      |

## Sehenswürdigkeiten

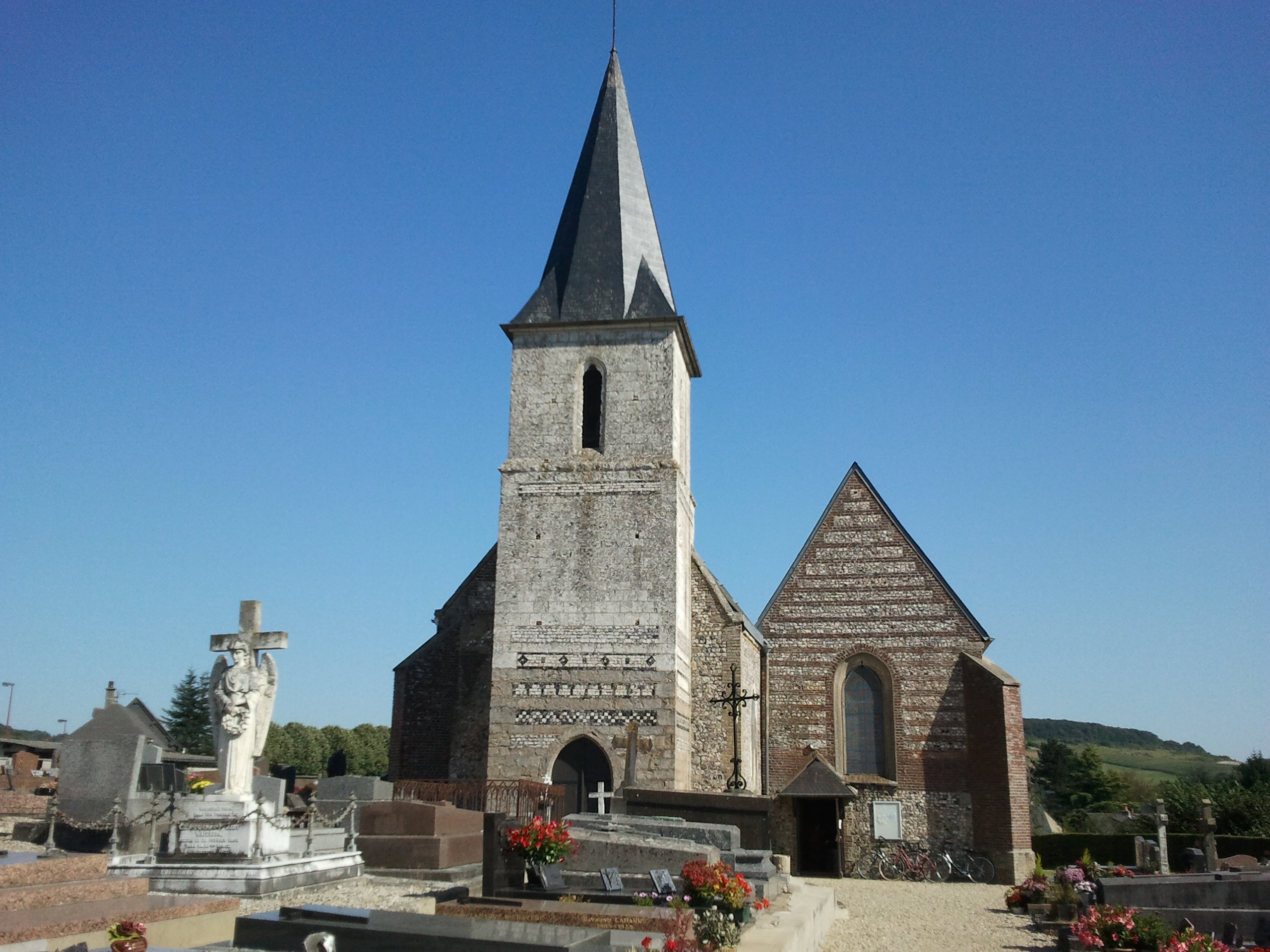
Kirche Saint-Pierre-et-Saint-Paul
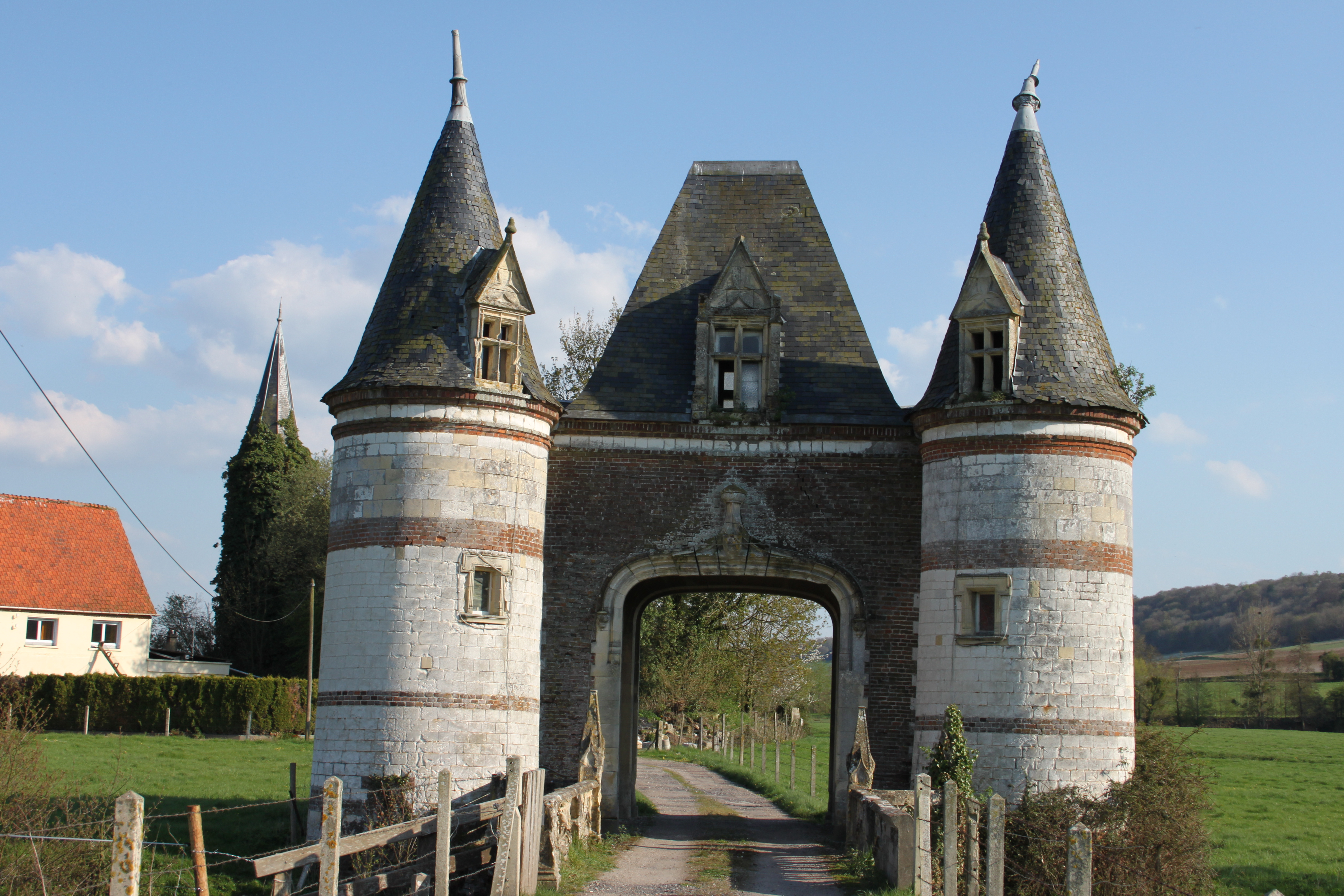
Schloss und Tor

- Kirche Saint-Pierre-et-Saint-Paul
- Tor zum Schloss

## Persönlichkeiten
- Marc-Antoine de Dampierre (1676–1756), Komponist und Hornist